# Filmografia de Johnny Depp
Johnny Depp, nascido John Christopher Depp II, é um ator, produtor e diretor estadunidense, conhecido internacionalmente pela versatilidade de seus papéis ao longo da carreira. Seu primeiro personagem no cinema foi Glen Lantz, no terror A Nightmare on Elm Street, de 1984. Depp também teve uma participação em Platoon (1986), dividindo as telas com Charlie Sheen, Tom Berenger, Willem Dafoe. Na década de 1990, estrelou como protagonista em Cry-Baby e Edward Scissorhands (1990), Arizona Dream (1993) e What's Eating Gilbert Grape (1993), Ed Wood (1994), Don Juan DeMarco (1995) e Donnie Brasco (1997). Também interpretou Raoul Duke em Fear and Loathing in Las Vegas (1998), Dean Corso em The Ninth Gate e Ichabod Crane em Sleepy Hollow, estes dois últimos em 1999.
Nos anos 2000, Depp atuou em Chocolat (2000), Blow e From Hell (2001), Once Upon a Time in Mexico (2003) e Finding Neverland (2004). Em 2005, voltou a trabalhar com o diretor Tim Burton em Charlie and the Chocolate Factory, assumindo o papel principal como o icônico Willy Wonka, sendo esta considerada uma de suas maiores performances nos anos recentes. Dois anos depois, atuou no suspense Sweeney Todd: The Demon Barber of Fleet Street, em uma performance altamente elogiada pela crítica especializada, novamente dirigido por Burton e divindo as telas com Helena Bonham Carter. Desde 2003, Depp têm interpretado um de seus mais conhecidos personagens, o Capitão Jack Sparrow, da série cinematográfica Pirates of the Caribbean. O primeiro filme, The Curse of the Black Pearl foi lançado em 2003 e seguido por outros três títulos, lançados respectivamente em 2006, 2007 e 2011. Por suas atuações em The Curse of the Black Pearl, Finding Neverland e Sweeney Todd: The Demon Barber of Fleet Street, Depp recebeu indicações ao Óscar de Melhor Ator.
Em 2010, Depp atuou como Chapeleiro Louco no longa-metragem Alice in Wonderland. No mesmo ano, estrelou The Tourist ao lado de Angelina Jolie e foi indicado ao Globo de Ouro de Melhor em Comédia ou Musical. Estrelou e dirigiu The Rum Diary em 2011, e protagonizou Dark Shadows em 2012, The Lone Ranger em 2013 e Transcendence em 2014.

## Filmografia

### Cinema
| Ano  | Título                                                 | Papel | Papel   | Papel    | Papel                             | Ref.   |
| Ano  | Título                                                 | Ator  | Diretor | Produtor | Papel                             | Ref.   |
| ---- | ------------------------------------------------------ | ----- | ------- | -------- | --------------------------------- | ------ |
| 1984 | A Nightmare on Elm Street                              | Sim   |         |          | Glen Lantz                        | [ 9 ]  |
| 1985 | Private Resort                                         | Sim   |         |          | Jack Marshall                     | [ 10 ] |
| 1986 | Slow Burn                                              | Sim   |         |          | Donnie Fleischer                  |        |
| 1986 | Platoon                                                | Sim   |         |          | Lerner                            | [ 11 ] |
| 1990 | Cry-Baby                                               | Sim   |         |          | Wade "Cry-Baby" Walker            | [ 12 ] |
| 1990 | Edward Scissorhands                                    | Sim   |         |          | Edward Scissorhands               | [ 13 ] |
| 1991 | Freddy's Dead: The Final Nightmare                     | Sim   |         |          | Rapaz na TV                       | [ 14 ] |
| 1993 | Benny & Joon                                           | Sim   |         |          | Sam                               | [ 15 ] |
| 1993 | What's Eating Gilbert Grape                            | Sim   |         |          | Gilbert Grape                     | [ 16 ] |
| 1993 | Arizona Dream                                          | Sim   |         |          | Axel Blackmar                     | [ 17 ] |
| 1994 | Ed Wood                                                | Sim   |         |          | Ed Wood                           | [ 18 ] |
| 1995 | Don Juan DeMarco                                       | Sim   |         |          | Don Juan / John R. DeMarco        | [ 19 ] |
| 1995 | Dead Man                                               | Sim   |         |          | William Blake                     | [ 20 ] |
| 1995 | Nick of Time                                           | Sim   |         |          | Gene Watson                       | [ 20 ] |
| 1997 | Donnie Brasco                                          | Sim   |         |          | Donnie Brasco / Joseph D. Pistone | [ 19 ] |
| 1997 | The Brave                                              | Sim   |         |          | Raphael                           | [ 20 ] |
| 1998 | Fear and Loathing in Las Vegas                         | Sim   |         |          | Raoul Duke                        | [ 20 ] |
| 1998 | L.A. Without a Map                                     | Sim   |         |          | Ele mesmo / William Blake         | [ 20 ] |
| 1999 | The Ninth Gate                                         | Sim   |         |          | Dean Corso                        | [ 20 ] |
| 1999 | Sleepy Hollow                                          | Sim   |         |          | Ichabod Crane                     | [ 19 ] |
| 1999 | The Astronaut's Wife                                   | Sim   |         |          | Spencer Armacost                  | [ 19 ] |
| 2000 | Chocolat                                               | Sim   |         |          | Roux                              | [ 19 ] |
| 2000 | Before Night Falls                                     | Sim   |         |          | Tenente Victor                    | [ 19 ] |
| 2001 | Blow                                                   | Sim   |         |          | George Jung                       | [ 20 ] |
| 2001 | The Man Who Cried                                      | Sim   |         |          | Cesar                             | [ 20 ] |
| 2001 | From Hell                                              | Sim   |         |          | Frederick Abberline               | [ 20 ] |
| 2003 | Once Upon a Time in Mexico                             | Sim   |         |          | Sheldon Sands                     | [ 20 ] |
| 2003 | Pirates of the Caribbean: The Curse of the Black Pearl | Sim   |         |          | Capitão Jack Sparrow              | [ 21 ] |
| 2004 | Happily Ever After                                     | Sim   |         |          | L'inconnu                         | [ 20 ] |
| 2004 | Secret Window                                          | Sim   |         |          | Mort Rainey                       | [ 20 ] |
| 2004 | Finding Neverland                                      | Sim   |         |          | J. M. Barrie                      | [ 20 ] |
| 2004 | The Libertine                                          | Sim   |         |          | John Wilmot, Conde de Rochester   | [ 20 ] |
| 2005 | Charlie and the Chocolate Factory                      | Sim   |         |          | Willy Wonka                       | [ 22 ] |
| 2005 | Corpse Bride                                           | Sim   |         |          | Victor Van Dort (voz)             | [ 23 ] |
| 2006 | Pirates of the Caribbean: Dead Man's Chest             | Sim   |         |          | Capitão Jack Sparrow              | [ 24 ] |
| 2007 | Pirates of the Caribbean: At World's End               | Sim   |         |          | Capitão Jack Sparrow              | [ 25 ] |
| 2007 | Sweeney Todd: The Demon Barber of Fleet Street         | Sim   |         |          | Sweeney Todd                      | [ 26 ] |
| 2009 | Public Enemies                                         | Sim   |         |          | John Dillinger                    | [ 27 ] |
| 2009 | The Imaginarium of Doctor Parnassus                    | Sim   |         |          | Tony                              | [ 28 ] |
| 2010 | Alice in Wonderland                                    | Sim   |         |          | Chapeleiro Louco                  | [ 29 ] |
| 2010 | The Tourist                                            | Sim   |         |          | Frank Tupelo / Alexander Pearce   | [ 30 ] |
| 2011 | Rango                                                  | Sim   |         |          | Rango (voz)                       | [ 31 ] |
| 2011 | Pirates of the Caribbean: On Stranger Tides            | Sim   |         |          | Capitão Jack Sparrow              | [ 32 ] |
| 2011 | The Rum Diary                                          | Sim   | Sim     |          | Paul Kemp                         | [ 33 ] |
| 2011 | Jack and Jill                                          | Sim   |         |          | Ele mesmo                         | [ 34 ] |
| 2011 | Hugo                                                   |       |         | Sim      |                                   | [ 35 ] |
| 2012 | 21 Jump Street                                         | Sim   |         |          | Thomas Hanson, Jr.                | [ 36 ] |
| 2012 | Dark Shadows                                           | Sim   |         | Sim      | Barnabas Collins                  | [ 37 ] |
| 2013 | The Lone Ranger                                        | Sim   |         | Sim      | Tonto                             | [ 38 ] |
| 2013 | Lucky Them                                             | Sim   |         |          | Matthew Smith                     | [ 39 ] |
| 2014 | Transcendence                                          | Sim   |         |          | Dr. Will Caster                   | [ 40 ] |
| 2014 | Tusk                                                   | Sim   |         |          | Guy LaPointe                      | [ 41 ] |
| 2014 | Into the Woods                                         | Sim   |         |          | Lobo Mau                          | [ 42 ] |
| 2015 | Mortdecai                                              | Sim   |         | Sim      | Charlie Mortdecai                 | [ 43 ] |
| 2015 | Black Mass                                             | Sim   |         |          | James "Whitey" Bulger             | [ 44 ] |
| 2015 | London Fields                                          | Sim   |         |          | Chick Purchase                    | [ 45 ] |
| 2016 | Yoga Hosers                                            | Sim   |         |          | Guy LaPointe                      | [ 46 ] |
| 2016 | Donald Trump's The Art of the Deal: The Movie          | Sim   |         |          | Donald Trump                      | [ 47 ] |
| 2016 | Alice Through the Looking Glass                        | Sim   |         |          | Chapeleiro Louco                  | [ 48 ] |
| 2016 | Fantastic Beasts and Where to Find Them                | Sim   |         |          | Gellert Grindelwald               | [ 49 ] |
| 2017 | Pirates of the Caribbean: Dead Men Tell No Tales       | Sim   |         |          | Capitão Jack Sparrow              | [ 50 ] |
| 2017 | Murder on the Orient Express                           | Sim   |         |          | Ratchett                          | [ 51 ] |
| 2018 | Sherlock Gnomes                                        | Sim   |         |          | Sherlock Gnomes (voz)             | [ 52 ] |
| 2018 | Fantastic Beasts: The Crimes of Grindelwald            | Sim   |         |          | Gellert Grindelwald               | [ 53 ] |
| 2018 | The Professor                                          | Sim   |         |          | Richard                           | [ 54 ] |
| 2018 | City of Lies                                           | Sim   |         |          | Russell Poole                     | [ 55 ] |
| 2019 | Waiting for the Barbarians                             | Sim   |         |          | Coronel Joll                      | [ 56 ] |
| 2020 | Minamata                                               | Sim   |         | Sim      | W. Eugene Smith                   | [ 57 ] |
| 2023 | Jeanne du Barry                                        | Sim   |         | Sim      | Luís XV                           | [ 58 ] |